# Nádasi János
Nádasi János (Nagyszombat, 1614. – Bécs, 1679. március 3.) bölcseleti és teológiai doktor, Jézus-társasági áldozópap.

## Élete
14 éves korában lépett a rendbe, de alacsony termete miatt elbocsátották, ezért a ferencrendiek pártfogása alá menekült. Grazban végezte a bölcseletet és 19 éves korában újra a jezsuita rendbe lépett. A hittudományokat Rómában hallgatta, ahol letette a szerzetesi fogadalmakat és bölcseleti és teológiai doktori fokot nyert, azután visszatért hazájába. Egy ideig a Nagyszombati Egyetemen tanította a bölcseletet és teológiát. Azután Rómába hívták, ahol egy ideig a rend évkönyveit szerkesztette; később hét évig mint szerzetfőnöki titkár dolgozott. Másodszor visszatérvén Rómából, a neki ajánlott tartományi főnökséget nem fogadta el, hanem visszavonulva a bécsi társháznál lelkiatyaként működött. Végül Gonzaga Eleonóra mantovai hercegnő, III. Ferdinánd német-római császár özvegye gyóntatójául választotta. E minőségében fejtette ki a legnagyobb tevékenységet az irodalom terén; emellett a jótékonyságot bámulatos buzgalommal gyakorolta.

## Munkái
- Reges Hungariae a S. Stephano usque ad Ferdinandum III. Posonii 1637.
- Maria Mater Agonizantium. Eorum Exemplis qui Mariae syncere devoti e vita feliciter abierunt, ac Marianis aliquot bene moriendi praxibus explicata, et Graecensi Majori Parthenio, data Liberali manu Perill. & Gen. D. Joannis Thomae Casinedi… Anno Christi M. DC. XL. Graecii. (Monachii, 1641., Glogoviae, 1642., Pragae, 1644., Coloniae, 1654., Pragae, 1690., Lublini, 1694., Graecii, 1696., Vratislaviae, 1704.).
- Pandectae Porphyrogenitae, sive Juris ac Justitiae Via regia per quam S. Ivo Jureconsultus honores aeternos adivit. Oratio, quam ad Eminentissimos S. R. E. Cardinales habuit in ejusdem Divi Aede. Sacra Franciscus Maria Navarra Romanus. Romae, 1642.
- Jesu et Mariae cliens. Posonii, 1643.
- Vita S. Emerici. Posonii, 1644.
- Pharetra Spiritus… Posonii, 1644. (Magyar szöveggel.).
- Maria Aeternitatis Beatae Porta Sancta, az az Maria Az Boldog Örökke-Valosagnak Szent Aitaja Mellyet maga költségével Nyomtattatott, és a Jesus Tarsasaganak gondviselese alatt, a Nagy-Szombati és Győri Collegiumban levő Boldog Szüz Maria Congregatioinak ajandekozott 1645. esztendőben. A Tisztelendö és Böcsületes Kerti Fábian Pap Veszprémi Kanonok és Szalai Esperest. Posonii. (Ezt tévesen tulajdonítja Szabó Károly 778. sz. és Szinnyei, M. Írók VI. 148. h. alatt Kertinek, mert ez csak kinyomatta a Congregatio Mariana számára miként ezt a vallásos egyesületek pártolói gyakran tették).
- Maria Mater Agonizantium… Nagyszombat, 1648. (Magyar szöveggel).
- Pharetra Spiritus. Nagyszombat, 1648. (Magyar szöveggel.).
- Annvs Coelestis Jesv Regis, Et Mariae Reginae Sanctorum omnium, Illustr. Conjugibus Comiti Generali Francisco Wesseleny &c. Com: Annae Mariae Szechi &c. a Sodalitate Beatiss. V. Assumptae Viennae in Professa S. I. domo dedicatus. Viennae, 1648. (Bononiae, 1659., Viennae, 1663., Coloniae, 1667., Bononiae, 1663., Coloniae 1681., 1686. és 1687., Tornaci, 1691., Thorunii, 1694., 1696., Coloniae, 1700., Brunsbergae, 1706.).
- Annvs Marianvs Per Marianos Sabbathorum, Anno toto currentium Dies Sabbathinis Mariam solide pro felici morti colendi officijs & exemplis Explicatus… Viennae, 1648. és 1650.
- Annus Crucifixi Dei Jesu. Per singulas Anni totius Sextas Ferias Brevibus Crucifixum solide pro felici morte colendi officijs & exemplis Explicatus… Posonii, 1650.
- Annus morientium, et mortuorum Solatio & auxilio sacer, per singulas anni totius ferias secundas brevibus utrosq. juvandi officijs & exemplis explicatus, … Tyrnaviae, 1650.
- Annus SSS. Trinitatis Vnius Dei Honori, Amori, Cvltvi Sacer, Per Dominicos Anno toto currentes Dies… Posonii, 1650.
- Annus aternitatis sive documenta morientium et mortuorum. Viennae, 1650. (Pragae, 1681.).
- Annus Eucharisticus per singulas anni totius Quintas Ferias brevibus Eucharisticum Jesvm solide pro felici morte colendi officijs & exemplis explicatus… Tyrnaviae, 1651.
- Incitamenta cultus Beatissimae Virginis per Exempla domestica. Graecii, 1651.
- Annus Angelicus per omnes anni totius ferias tertias, Brevibus Angelum Custodem, et alios Beatos Angelos pro felici morte solide colendi officiis et exemplis explicatus… Antverpiae, 1653. és 1654.
- Annvs Pveri Dei Jesv, Filij Dei, & Mariae V. tenero Amori, Diuino Honori Sacer, Per singulas Anni totius Ferias Qvartas, Varijs, breuibus, & sanctis paruulum Deum Jesvm pro felici morte amandi honorandique officijs, & exemplis explicatus… Antverpiae, 1653.
- Rosae Coelestes Itineribus Aeternitatis Aspersae, Sive Viaticum DD. Sodalium, & omnium Viatorum Ad domum Aeternitatis suae… Dilingae, 1654.
- Theophilus Marianus. Coloniae, 1654. és 1664. (Romae, 1664., Monasterii, 1671., Passavii, 1691.).
- Annvs Angelicvs Per omnes Anni totius Ferias Tertias, Brevibus Angelvm Custodem, & alios Beatos Angelos omnes pro felici morte solide colendi, officijs, & exemplis explicatus… (Tyrnaviae), 1654.
- Lilia Coelestia Alliciendis ad aeternitatis paradisum pijs mentibus porrecta Xenii Loco… Viennae, 1655.
- Flammae Sancti Amoris, seu Aspirationes Theologicae. Ingolstadii, 1656.
- Dies S. Josepho Sacer. Romae, 1656.
- Horti, Flores, Et Coronae Coelestes. Qvibus Piae Mentes Ad aeternitatis Paradisum alliciuntur… Viennae, 1657.
- Annus Diervm Illvstrivm Societatis Jesv siue in Anni dies digestae Mortes Illvstres Eorum qui ex eadem Soc. Jesu, in odium fidei, pietatis &c. ab impijs occisi, aut veneno necati; vel exilij, carceris, alijsue aerumnis confecti sunt. Romae, 1657. (Antverpiae, 1665.).
  - Annus dierum illustrium Societatis Iesu, siue in Anni dies digestae mortes illustres, Róma, 1657
  - Annus dierum memorabilium Societatis Jesu, Antwerpen, 1665
- De Imitatione Dei Libri III. Romae, 1657.
- Praetiosae Occvpationes Morientium In Societate Jesv. Romae,. 1657. (Tyrnaviae, 1753).
- Annus Votivus Sive Aspirationes Votivae, Ex Lvmine Fidei, Et Doctrina Angelica. In Dvodecim Anni Menses. Et Dies Singvlos Distributae. Ad veram cognitionem Dei & perpetuum ejus in nobis Amorem, quotidie, maxime tempore Sacrae Communionis excitandum… Viennae, 1658.
- Annuae Literae Societatis Iesv. Anni M. DC. L … Accedit ad calcem Catalogus Librorum Anno 1650. a Nostris editorum, … Dilingae, 1658. (A. 1651. Dilingae, 1658., A. 1652. Pragae, Saec. XVII.. A. 1653. Pragae, Saec. XVII., A. 1654., Dilingae, Saec. XVII.)
- Heroes Et Victimae Charitatis Societatis Iesv. Sev Catalogus Eorvm Qvi E Societate Iesv. Charitati animam deuouerunt; ad id expositi, & immortui peste infectorum obsequio ex charitate obedientiaque suscepto. Avtore Philippo Alegambe Ex Eadem. Soc. Extremum decennium adiccit usque ad exactum annum 1657… Romae, 1658.
- Divrnvm Qvotidianae Virtutis e varijs Jesv Et Mariae Sodalivm, Clientvm, Sociorvm, Exemplis & Ephemeridibus concinnatum, Omni die, die Mariae, mea laudes anima: (Hymnus S. Casimiri). Et Quotidianae Sodalium, qua lectioni, qua Commentationi dedicatum, Pragae, 1659.
- Annvs Meditationvm Cordis. Pars Prima Marianis Cordibus, Aspirationibus, & Exemplis Per Sabbata singularum Anni totius Dominicarum, iuxta eorum Euangelia, distributa: ad occasionem e singulis Evangelijs porrigendum aliquid de Beatissima Virgine meditandi, & cum alijs colloquendi. Romae, 1659. (Pars II. Romae, 1659., Pars III. Viennae, 1663.).
- Hebdomada S. Josepho Sacra. Romae, 1659. (Ingolstadii, 1661., Coloniae, 1664., 1669., Graecii, 1680.).
- Pátek Rok Vkřižowaneho Boha Gezisse, … Prága, 1660. (Péntek ünnepe).
- Divrnum Divini Amoris, siue Divini Amoris Dei Avrevs In horas & occupationes varias Eiusdem Amoris Dies Avrevs in horas & occupationes varias Eiusdem Diuini Amoris nutu imperioque susceptas, distributus: & Sanctorvm orationibus, documentis, exemplis, ac depromtis, e diuina Scriptura pijs aspirationibus illustratus; ad orandum mente & voce cum Sanctis. Romae, 1660. (Pragae, 1687.).
- Annales Mariani Societatis Jesv Ab Anno 1521. vsque ad tempora hodierna… Romae, 1661.
- Mensis Divini Amoris, Sive Mensis Vnivs Exercitationis De Amore Dei, In Vsvm Brevis Meditationis Et Examinis Particvlaris Propositae. Romae, 1662. (Mensis II., III. Romae, 1663., Leodii, 1667., Graecii, 1672. Cracoviae, 1690.).
- Aula Coelestis, seu praxis colendi omnes Sanctos. Viennae, 1663.
- Annus Hebdomadarum Coelestium, Sive Occvpationes Coelestes Piis Aliquot Opusculis Pro Singulis Hebdomadae Per Totvm Annum Diebus Distributae… Pragae, 1663.
- Annvs Joannis, seu Commentarivs dierum eorum, Qui in martyrologiis aut sanctorum actis, Sancti vel Beati Joannis alicujus Nomine sunt insignes. Pragae, 1664.
- Hebdomada SS. Ignatii et Xaveri cultui et imitationi sacra. Pragae, 1665. (Coloniae, 1668., Vratislaviae, 1674., Pragae, 1695. Németül: Konstanz, 1674., München, 1692.).
- Hebdomada Meditandae Aeternitatis Magistro Diuino Amore, siue in singulos hebdomadae dies distributa Meditatio de igne inferni per ignem diuini amoris extinguendo; & de igne amoris Dei, etiam ab ipsis gehennae ignibus accendendo, Pro fuga inferni… Romae, 1665. (Dillingae, 1671. Viennae, 1673., 1676., Pragae, 1677., Viennae, 1683., Leopoli, 1691., Olomucii, 1691., Monachii, 1692.).
- Calendarium novum ad bene moriendvm perqvam utile D. D. Sodalibus Academicis Majoribus B. Mariae V. Annunciatae, pro strena Oblatum. Anno M. DC. LXV. Herbipoli. (Monachii, 1668., 1681., Graecii, 1685., Kalisii, 1685., Monachii, 1685. és 1693.).
- Aspirationes theologicae. In quinquaginta duas anni SSS. Trinitatis. Intellectu ac voluntate colendae, hebdomadas distributae: … Editio II. Pragae, 1666.
- Seraphinus Divini Amoris, Sive De Imitatione Seraphinorum Exercitationes XXXI. In Mensis dies totidem distributae… Pragae, 1666.
- Horae Marianae Angelicae seu de Salutatione Angelica, Viennae, 1670.
- Annus Crucifixi Dei Jesv. Per singulas anni totius sextas ferias Brevibus Crucifixum solide pro felici morte colendi officijs & exemplis. Explicatvs… Graecii, 1672.
- HeyLIghe Wekke hebben De soo Vele DeVotIen aLser Daghen In Zyn… Antwerpen, 1673.
- Aurum Ignitum Sive XXXI. Exercitationes Divini Amoris Pro Seria Conversione Cordium tepidorum. Viennae, 1673.
- Oratio Angelica. Id est., Divini Amoris Mensis Angelicus. Sive XXXI. Incitamenta, et praxes, ad Salutationem Angelicam, feruenter, frequenterq. recitandam. (Viennae), 1674.
- Mons Myrrhae. Et Collis Thuris. Ad quem suos ducit Amor Dei Mortificationis, & Orationis Magister. Viennae, 1675. és 1743.
- Collis Thuris Ad quem suos ducit Amor Dei Orationis Magister. Viennae, 1675.
- Cor Amoris Dei. Sive Amor Magister Cordium Cum Dei Corde concordium. Viennae, 1675. és 1740.
- Punctum Honoris Aeterni. Id est Parvitas Primae Magnitudinis Coram Deo. Sive Humilitas Deo Grata Divini Amoris Magistri Discipula Per XXXI. Artes ac Exercitationes explicata. Viennae, 1675.
- Hebdomada Meditandae Aeternitatis Magistro Divino Amore, sive Rhytmica in singulos hebdomadae dies distributa meditatio, De Igne Inferni per Ignem Divini Amoris extingvendo & de Igne Amoris Dei, etiam ab ipsis Gehennae Ignibus accendendo Pro Fuga Inferni E mense tertio Divini Amoris. Tyrnaviae, 1675.
- Anni coelestis dies Mariani, cum devotis aspirationibus ad B. V. e propriis cujusvis diei gestis, in anni dies singulos distributis. Monachii, 1676.
- Anni Coelestis Dies Mariani Cum Aspirationibus ad Deiparam Virginem e proprijs cujusque diei gestis Concinnati, Et jam olim in Lucem editi, nunc vero denuo recusi… Graecii, 1677. (Monachii, 1692.).
- Annus Amoris Dei, In Menses duodecim distributus. Item Annua Eremus Amoris Dei. Viennae, 1678. és 1679.
- Annua Eremus Divini Amoris, Seu Lectio Spiritualis, Quam sacrae solitudini, & praetiosis cogitalionibus Eorum Qui Asceticis S. P. Ignatii Societatis Jesu Proauthoris Meditationibus Per octo, ac novem, decemvè dies exercentur, Adornavit… Viennae, 1678.
- Aeternitas Magna Cogitatio, Quam… e Schola Divini Amoris Depromtam, In Duos Divini Amoris Menses distribuit. Viennae, 1679.
- Vita, & Mores Praedestinatorum, Seu Signa XXXIV. Praedestinationis, Quae Omnibus salutis Aeternae Studiosis Proposuit. Viennae, 1681.
- Annus Coelestis Jesu Regi, Et Mariae Reginae, Sanctorum omnium Sacer. Tyrnaviae, 1687.
- Geminum Foedus, Ad obtinendam felicem mortem, Utrumque Auctoritate publica, & Multorum Usu comprobatum. Ex Anno Coelesti. Schwidnicii, 1697.
- Aphorismi Aeternitatis, in singulos, Anni totius dies distributi, Ex Anno Amoris Dei, … Pragae, (XVII. száz.).
- Avctarium Annvarvm Societatis Iesv, Anni 1653. & 1654. Continens EIogia Sev Vitas P. Joannis Almeida, P. Francisci Agvadi, P. Petri Claver, P. Nicolai Longobardi. Pragae, (XVII. száz.).